# Loco (muziek)
Loco is een Italiaanse muziekterm met betrekking tot de toonhoogte waarin een stuk of passage uitgevoerd dient te worden. Men kan de term vertalen als ter plaatse. Dit betekent dus dat, als deze aanwijzing wordt gegeven, men de noten moet spelen zoals ze genoteerd staan. Deze aanwijzing komt dus logischerwijs alleen voor als eerder een aanwijzing is gegeven dat men de noten een octaaf (of meerdere) hoger of lager moet spelen. Deze aanwijzingen (ottava (afgekort als 8va), quindecima (afgekort als 15ma) indien men de noten hoger moet spelen dan zij genoteerd staan, ottava bassa (afgekort als 8va bassa) en quindecima bassa (afgekort als 15ma bassa) indien men de noten lager moet spelen dan zij genoteerd staan) worden opgeheven door de term loco, die kan ook vervangen worden door een stippellijn. In dat geval zal een van bovenstaande termen begeleid worden door een stippellijn. Op de plaats waar de stippellijn dan ophoudt, geldt loco.